# Eschheimertal
Das Eschheimertal ist ein Tal im  Kanton Schaffhausen in der Schweiz. Es  liegt zwischen der  Stadt Schaffhausen und der Gemeinde Beringen auf den Höhen des Randens und ist Teil des Regionalen Naturparks Schaffhausen. Im sonst unbewohnten Tal befindet sich das Restaurant Eschheimertal.
Das Tal ist ein beliebtes Naherholungsgebiet und der geografische Mittelpunkt des Kantons Schaffhausen. Der hindernisfreie Eschheimertalweg von Wanderland Schweiz führt durch das landwirtschaftlich genutzte Tal. Im Winter wird bei guten Schneeverhältnissen eine  3–5 km lange Langlaufloipe  von der Langlaufwandergruppe Schaffhausen gespurt. 
Am Rande des Eschheimertals befinden sich die Sternwarte Schaffhausen, der Beringer Randenturm und der Engeweiher, das erste Pumpspeicherkraftwerk der Schweiz.

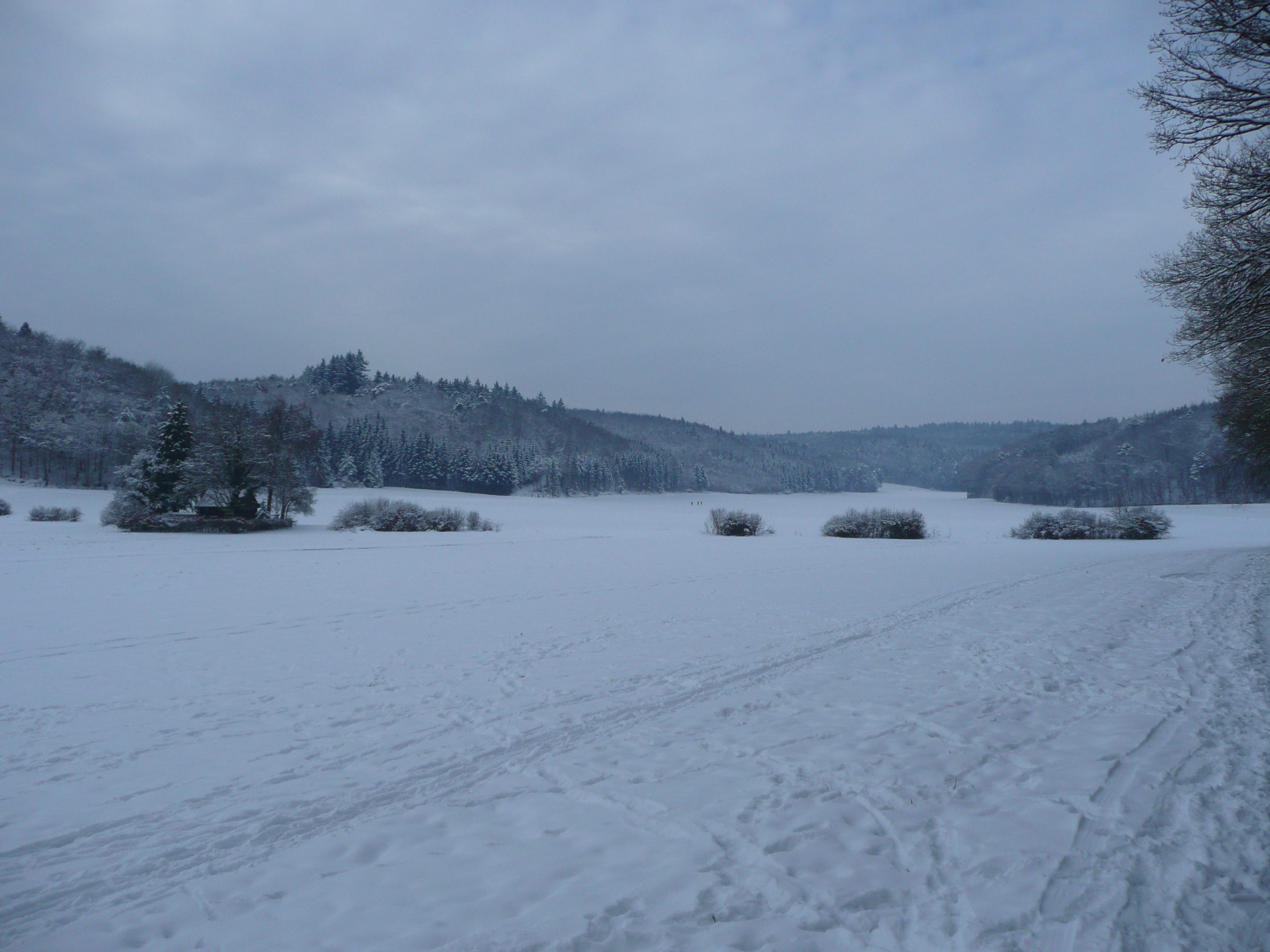
Das Eschheimertal im Winter.
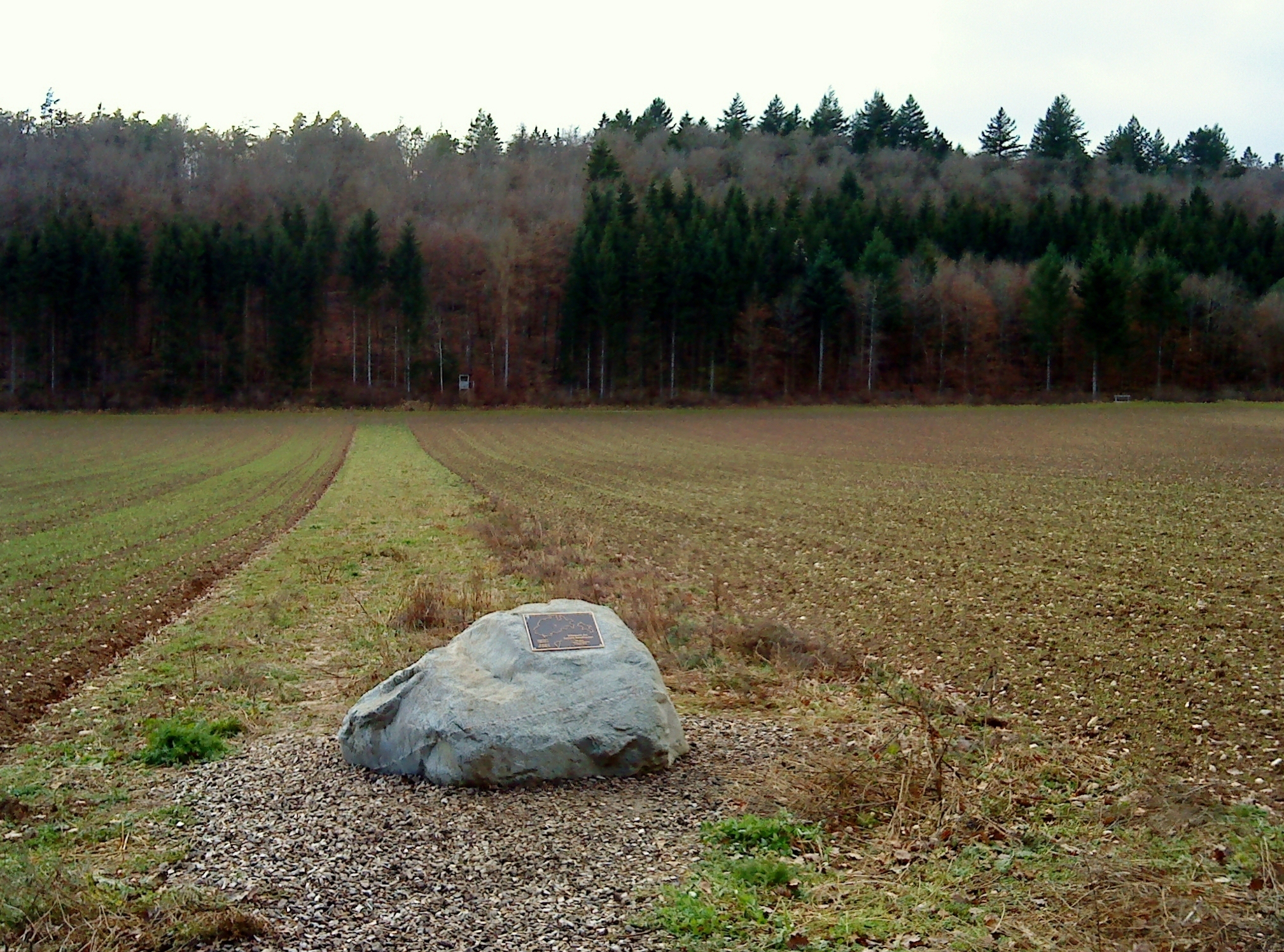
Der Findling markiert den geografischen Mittelpunkt des Kantons Schaffhausen.
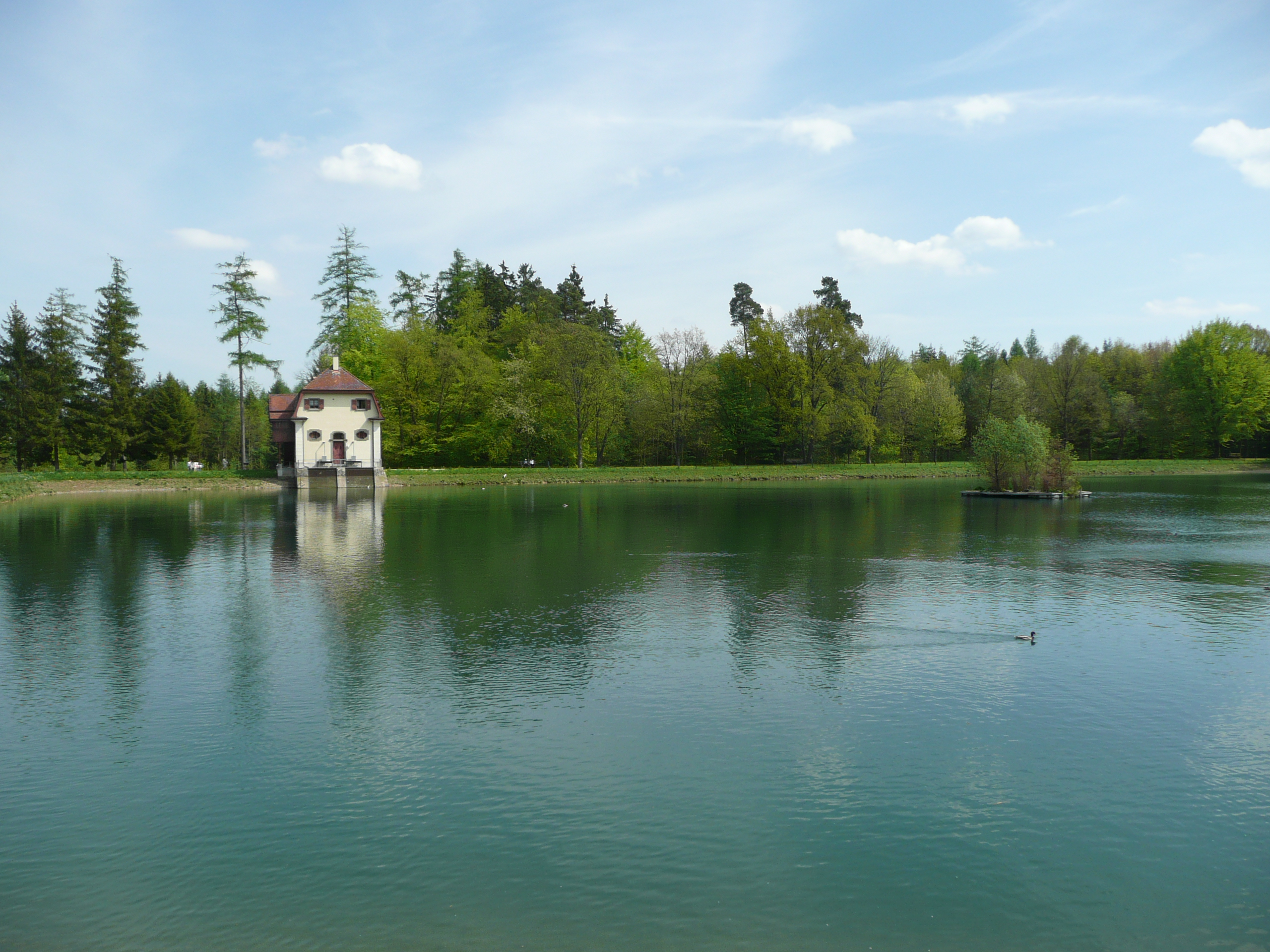
Pumpspeicherwerk-Engeweiher